# Ђиљијана (Маса-Карара)
Ђиљијана је насеље у Италији у округу Маса-Карара, региону Тоскана.
Према процени из 2011. у насељу је живело 22 становника. Насеље се налази на надморској висини од 475 м.